# Pannhaus (Eilendorf)

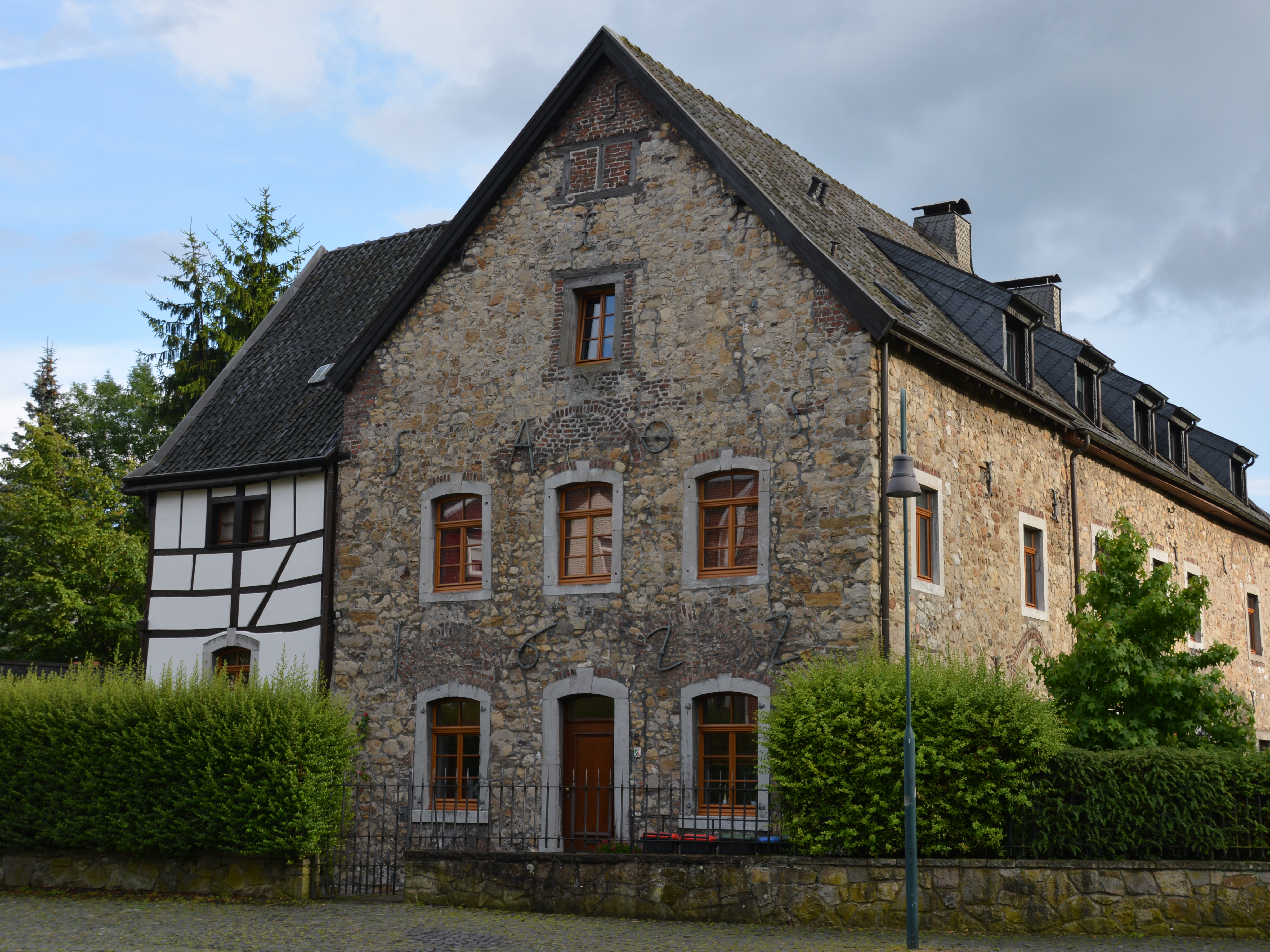
Pannhaus (Eilendorf)

Das Pannhaus ist das bekannteste Bruchsteinhaus in Aachen-Eilendorf. Das Gebäude wurde im Jahr 1427 zum ersten Mal erwähnt.

## Geschichte

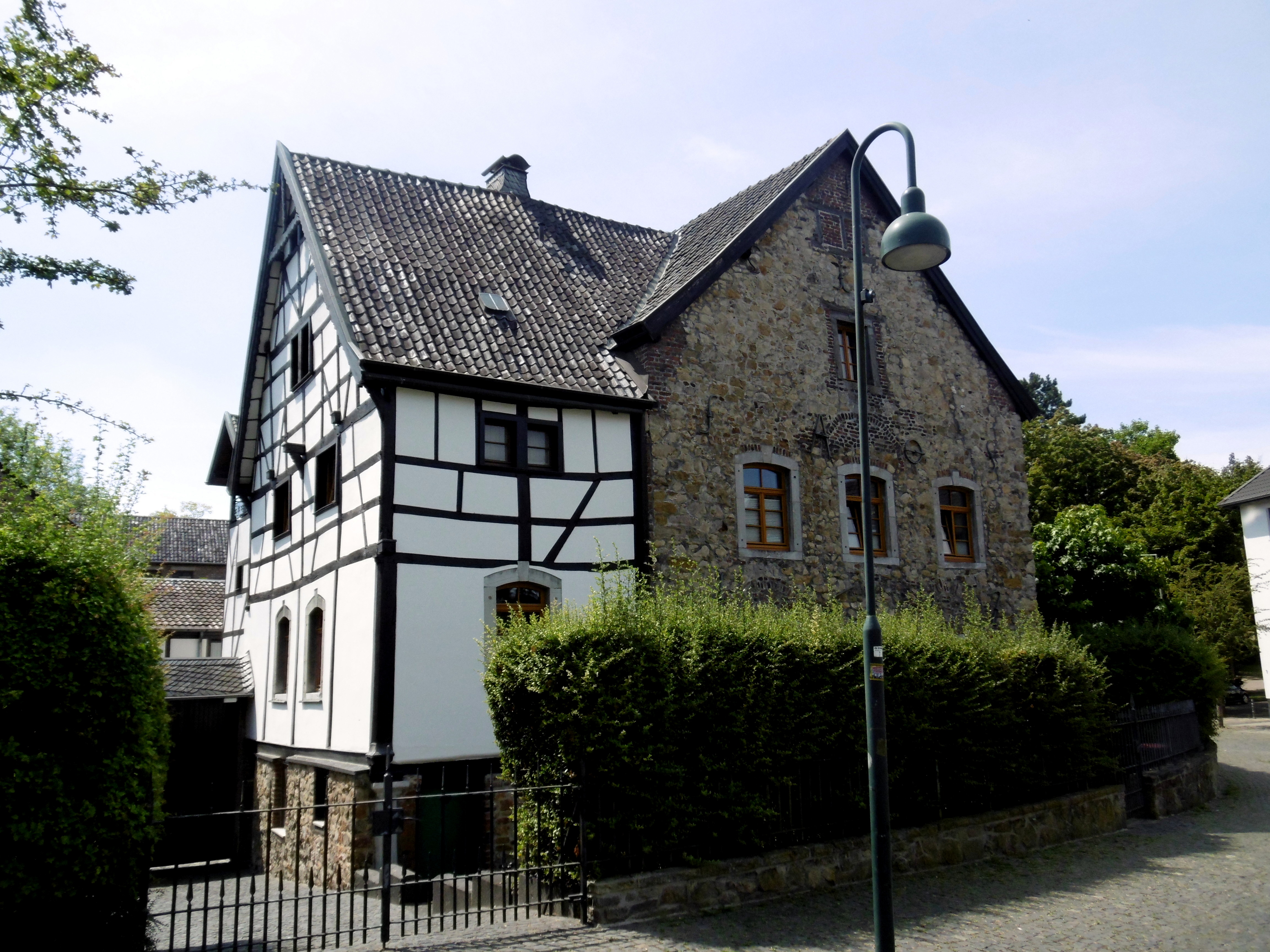

Das Gebäude wurde ehemals als Sitz des Schöffengerichts mit Arrestzelle und angeblichem Schandpfahl genutzt. Es war auch Sitz des Schultheißen. Seinen Namen erhielt das Gebäude, da es in der Zeit der Reichsabtei Kornelimünster als Zwangsbrauhaus genutzt wurde. 
Der Name ergibt sich aus dem Wort Pfanne (Platt: pann), da das Bier dort in Pfannen gebraut wurde. 
Gebraut wurde ab dem 15. Jahrhundert. Eilendorf erhielt schon im Jahr 1413 das Braurecht. Im Jahr 1454 sicherte sich Heyngen Keller das Braurecht und das für seine Nachkommen. Das Braurecht wurde von der Abtei vergeben. Im 17. Jahrhundert braute Familie Meessen, Martin Meessen war zudem auch noch Statthalter. Der Heimatforscher Josef Kind beschäftigte sich intensiv mit dem Pannhaus. 
Einige Gebäudeteile wurden erst später errichtet, darauf bezieht sich die Ankerzahl 1622. In den Jahren 1845/1846 wurde das Gebäude erneuert und erweitert. Der Schlussstein auf der Rückseite des Hauses enthält die Inschrift 1845 PIO. Wiederum zeigt der Schlussstein über der Eingangstür die Gravur 1846. Das Pannhaus ist mit der alten Zehntscheune, dem heutigen Pfarrheim verbunden.
Das Haus ist als Denkmal in die Liste der Baudenkmäler in Aachen-Eilendorf eingetragen.